# イヴリー＝シュル＝セーヌ
イヴリー＝シュル＝セーヌ（フランス語: Ivry-sur-Seine フランス語発音: [ivʁi syʁ sɛn]）は、パリの南縁に隣接する市（コミューン）。クレテイユ郡に属し、東イヴリー＝シュル＝セーヌ小郡（24,726人）と西イヴリー＝シュル＝セーヌ小郡（26,246人）の小郡庁所在地に当たっている。
かつてのイヴリー＝シュル＝セーヌはもっと大きかったが、1860年にティエールの城壁内となっていたコミューン北部の一部が、パリに合併された（現在は13区の一部となっている）。また、この市はフランス共産主義の拠点（赤いバンリュー）として知られる。

## 人物

### 出身者
- レダ・カテブ(1977-）、俳優
- ヤニック・ボヌール(1982-）、フィギュアスケート選手
- リュック・アバロ(1984-)、ハンドボール選手
- ソル・バンバ(1985-)、 - サッカー選手
- バカリ・サコ(1988-)、 - サッカー選手
- ソフィアヌ・アンニ(1990-) - サッカー選手

### ゆかりの人物
- ルイーズ・マリー・ド・ブルボン＝パンティエーヴル（1753-1821）、王族、貴族。同市没。
- アントナン・アルトー（1896-1948）、詩人、劇作家、演出家、俳優。同市没。
- モーリス・トレーズ（1900-1964）、政治家、フランス共産党書記長。同市選出の国民議会議員。
- ジャン・ルノディー (1925-1981)、建築家。同市中心市街地の再開発に参加。同市没。

## 高等教育
- 先端科学の工科大学